# Enterolobium contortisiliquum
Enterolobium contortisiliquum là một loài thực vật có hoa trong họ Đậu. Loài này được (Vell.) Morong miêu tả khoa học đầu tiên.

## Hình ảnh

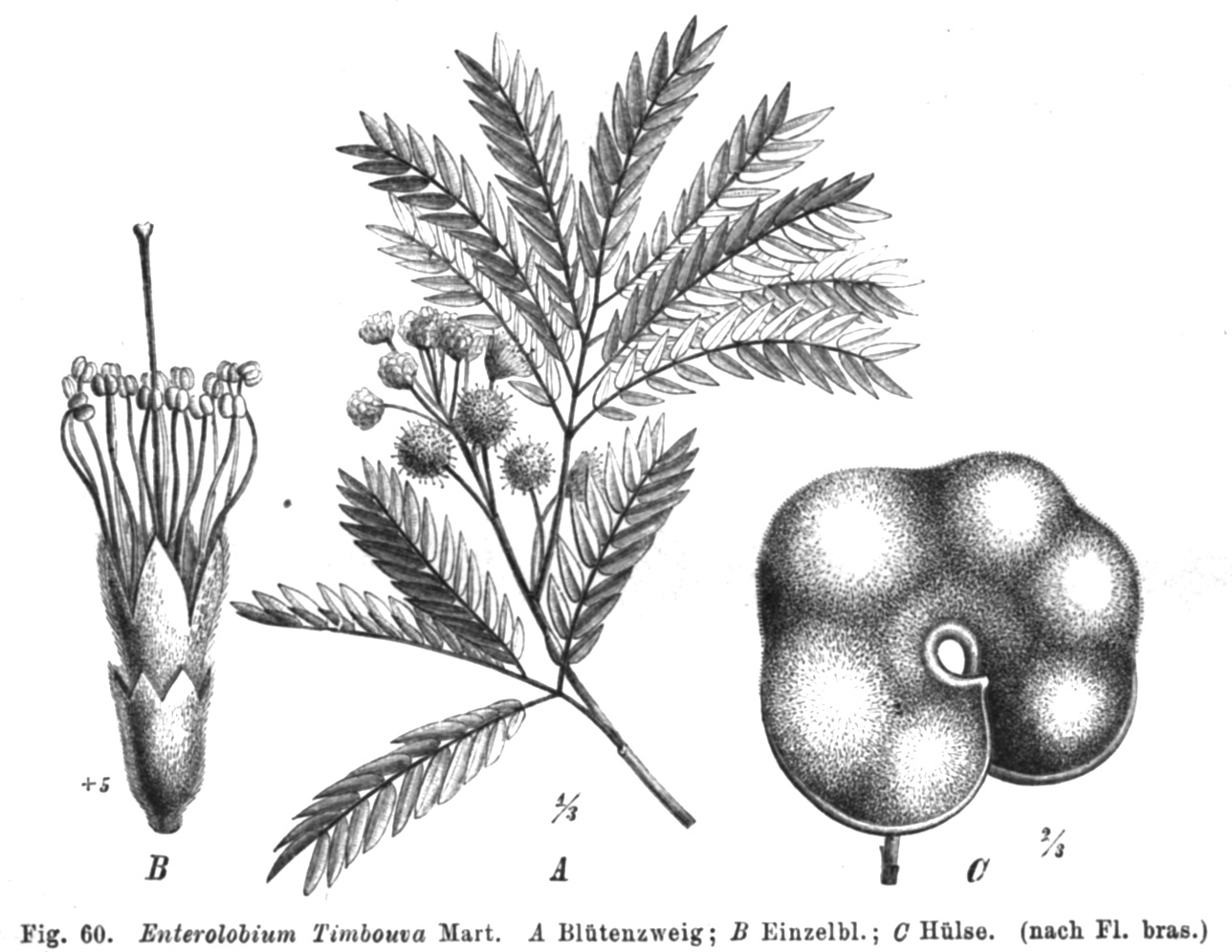
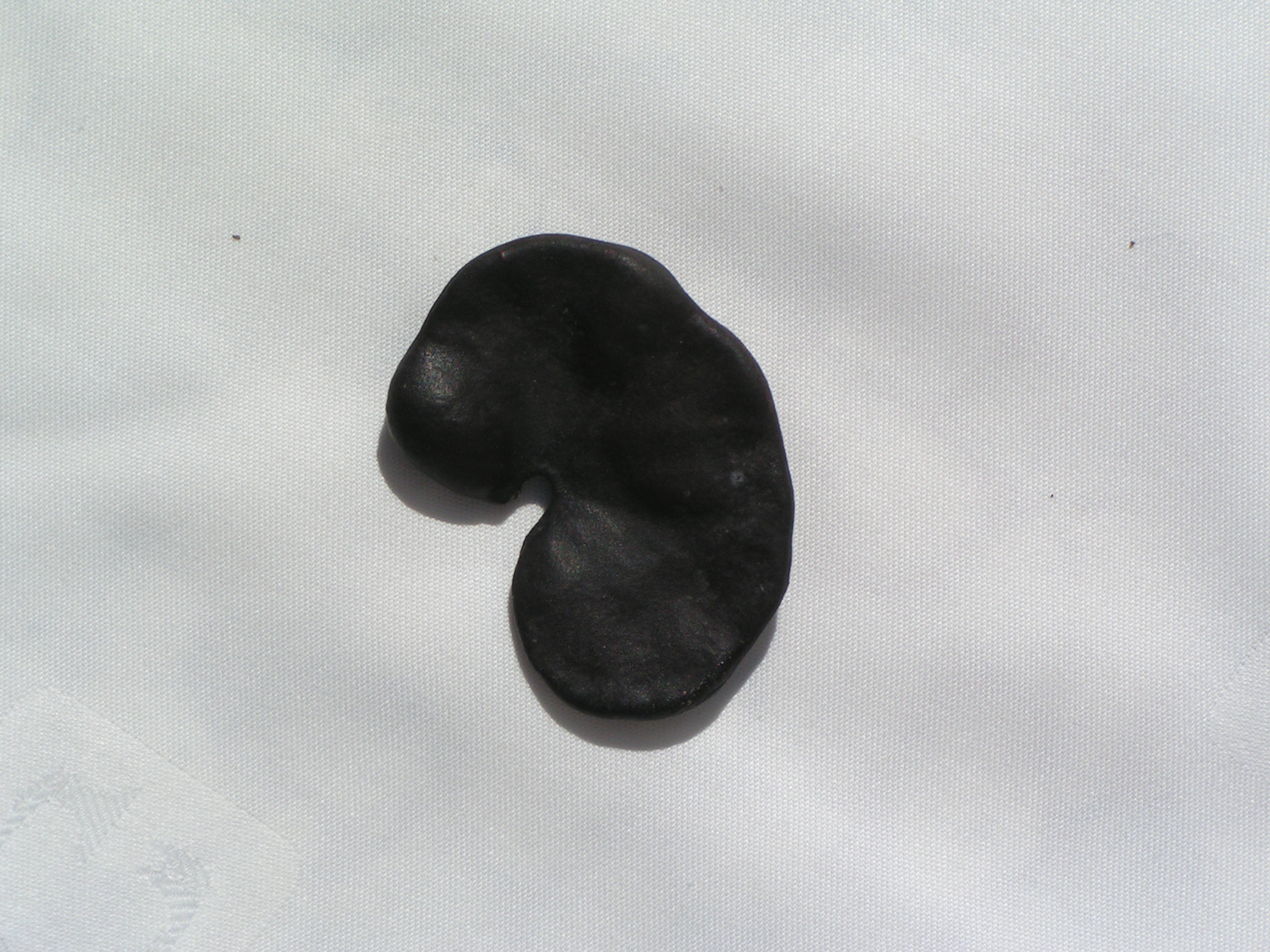
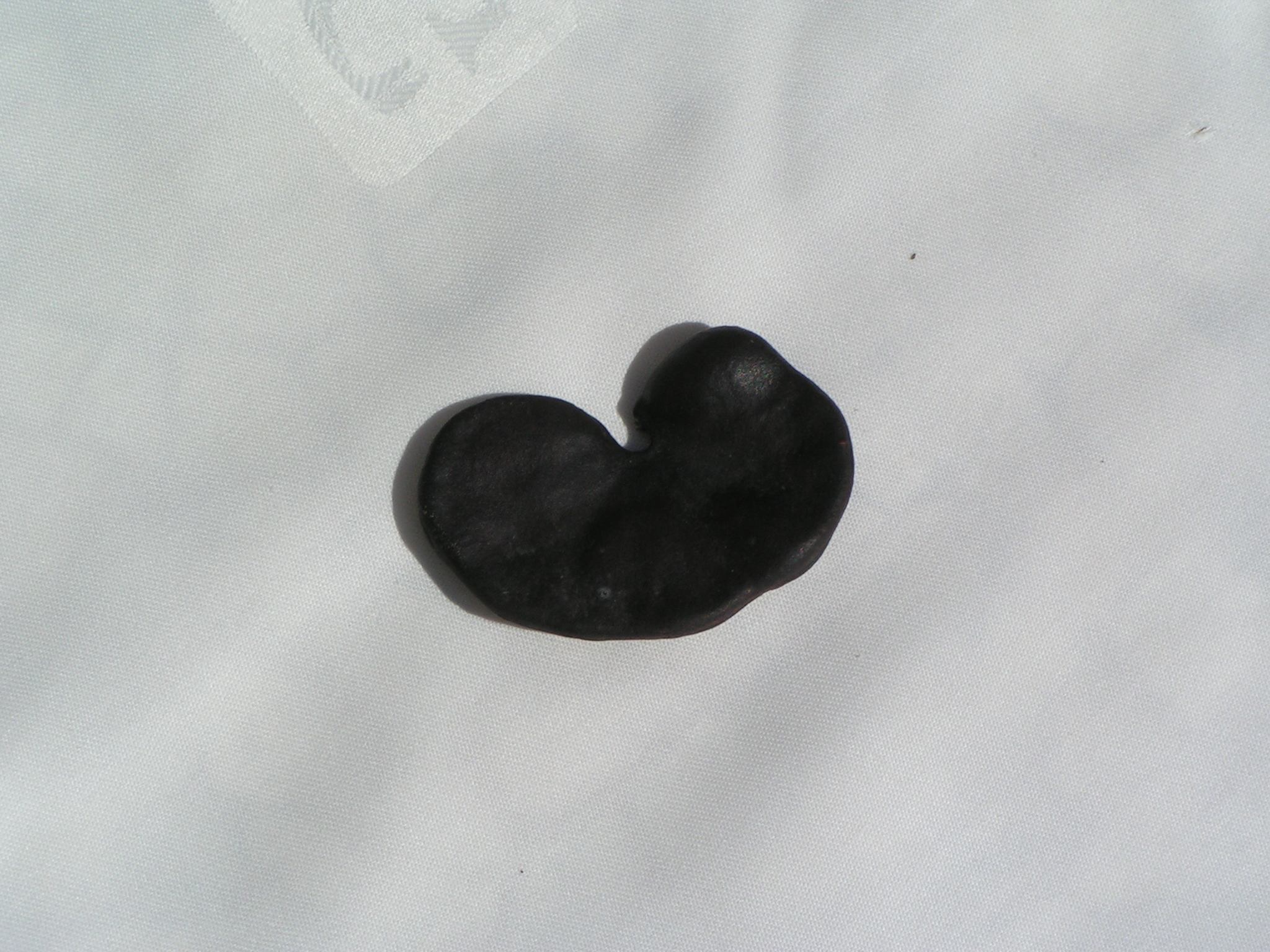
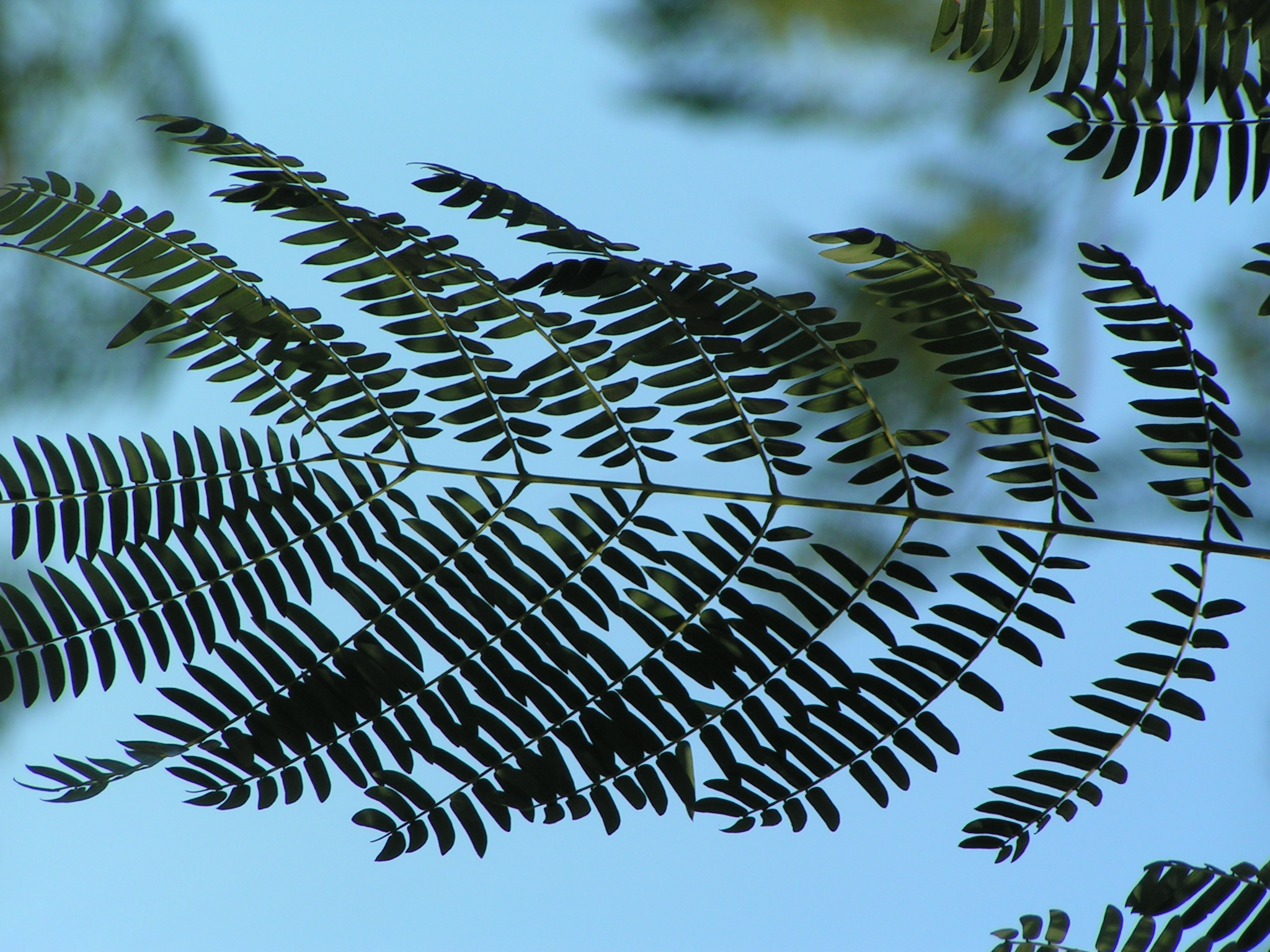